# 小行星3234
小行星3234（3234 Hergiani）是一颗围绕太阳公转的小行星。1978年8月31日，尼古拉·切爾尼赫在克里米亚发现了此天体。
該小行星以蘇聯登山家米哈伊爾·赫爾賈尼命名。
这颗小行星的绝对星等为313.9951989086032等。